# Tonoucí se stébla chytá
Tonoucí se stébla chytá (ve francouzském originále Le Petit Baigneur) je francouzsko-italská filmová komedie z roku 1968. Režisérem filmu je Robert Dhéry. Hlavní role ve filmu ztvárnili Louis de Funès, Robert Dhéry, Andréa Parisy, Colette Brosset a Franco Fabrizi.

## Obsazení
| Louis de Funès  | Louis-Philippe Fourchaume |
| Robert Dhéry    | André Castagnier          |
| Andréa Parisy   | Marie-Beatrice Fourchaume |
| Colette Brosset | Charlotte Castagnier      |
| Franco Fabrizi  | Marcello Cacciaperotti    |
| Jacques Legras  | L'abbé Henri Castagnier   |
| Michel Galabru  | Scipion                   |
| Henri Génés     | Jean-Baptiste Castagnier  |